# Abell 399
Abell 399 è un ammasso di galassie situato prospetticamente nella costellazione dell'Ariete alla distanza di 907 milioni di anni luce dalla Terra (light travel time). È inserito nell'omonimo catalogo compilato da George Abell nel 1958. È un ammasso del tipo I-II secondo la classificazione di Bautz-Morgan. Fa parte del superammasso di galassie SCl 45.
Immagini riprese dal satellite Planck hanno evidenziato la presenza un ponte di gas ad alta temperatura (circa 80 milioni di kelvin) che unisce Abell 399 a un altro ammasso di galassie, Abell 401, che si estende per circa 10 milioni di anni luce. UGC 2438 è la galassia più luminosa di Abell 399.

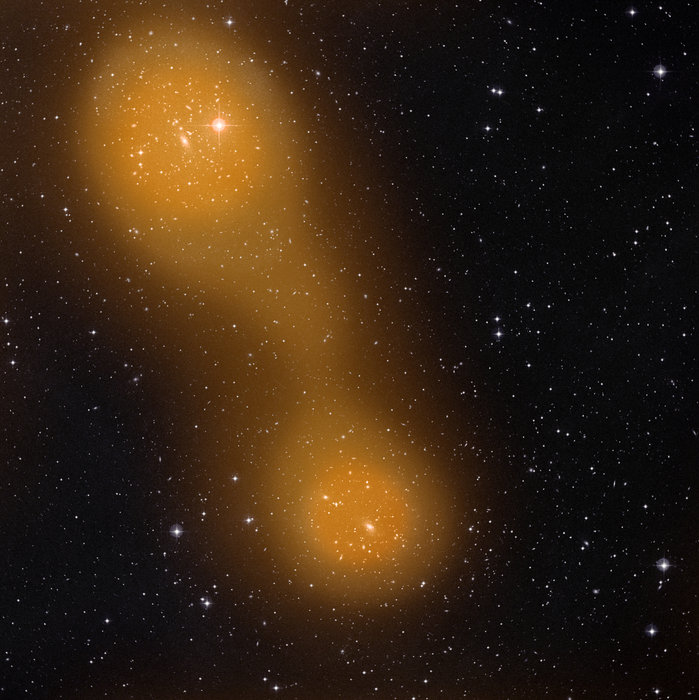
L'osservatorio spaziale Planck ha scoperto un ponte di gas caldo che collega i gruppi di galassie Abell 399 (al centro in basso) e Abell 401 (in alto a sinistra).